# Louis de Buade de Frontenac

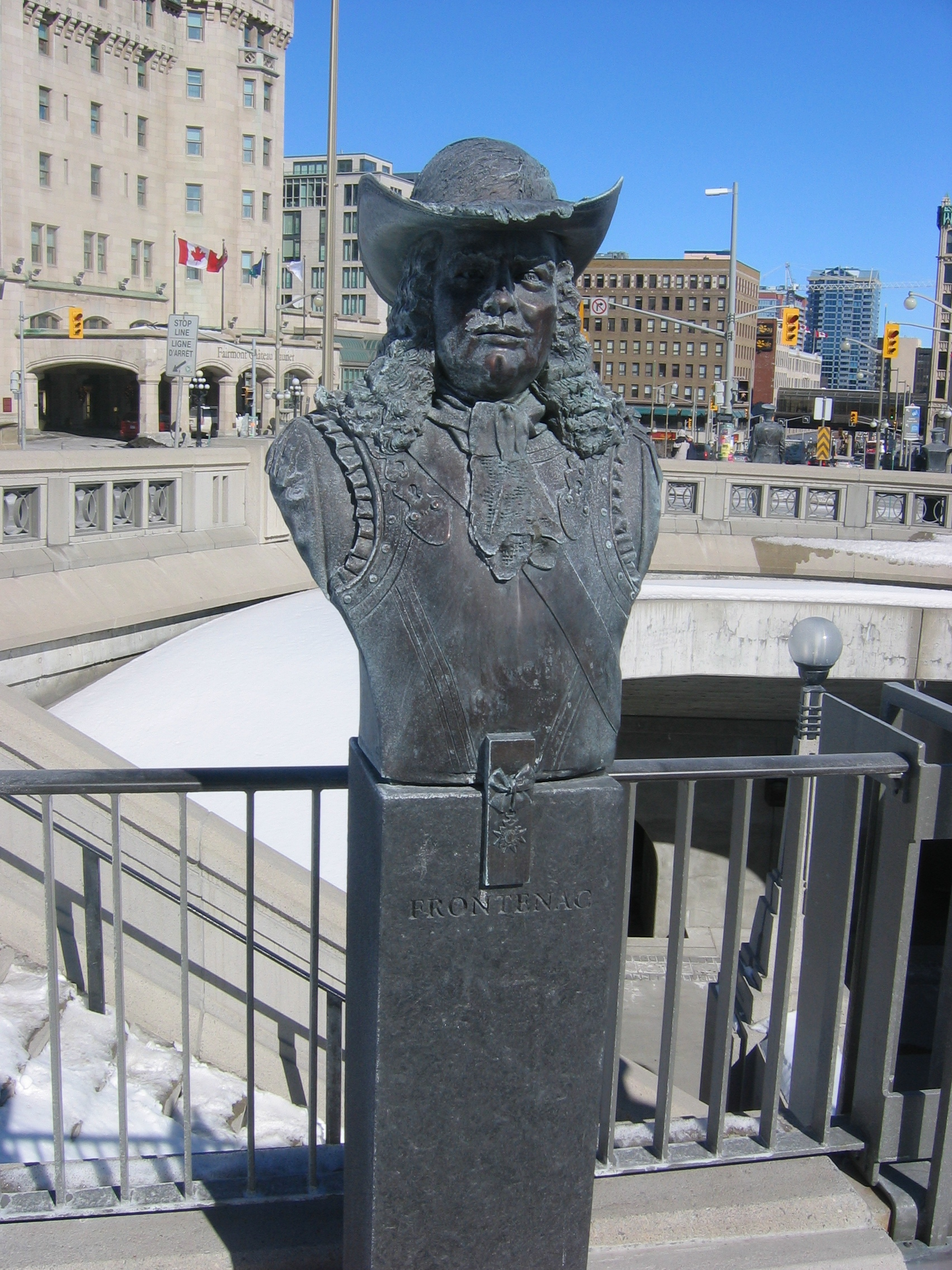
Byst av Frontenac vid hjältemonumentet i Ottawa uppfört 2006.

Louis de Buade, greve de Frontenac et Pallau, född 22 maj 1622, död 28 november 1698, var en fransk guvernör i Nya Frankrike och kanadensisk nationalhjälte.

## Insatser i Kanada
Frontenac deltog i 30-åriga kriget, ledde 1669 till en fransk expedition till Kreta och blev 1672 guvernör över Frankrikes besittningar i Nordamerika. Här visade Frontenac synnerligen framstående egenskaper, genomförde åtskilliga reformer samt tryggade i flera krig mot irokeserna den franska besittningen i Kanada. Slitningar mellan Frontenac och övriga koloniala myndigheter samt mellan Frontenac och kronan förmådde denna att 1682 återkalla honom. 1689 sändes dock Frontenac åter som guvernör till Kanada. Med kraft bekämpade han de angrepp, som engelsmän och irokeser riktade mot kolonin. På olika sätt tryggades dess fortbestånd och underlättades dess vidare utveckling. De expeditioner mot söder, som kom att medföra grundläggandet av Louisiana, hade i Frontenac en gynnare.